# Billy Bakker

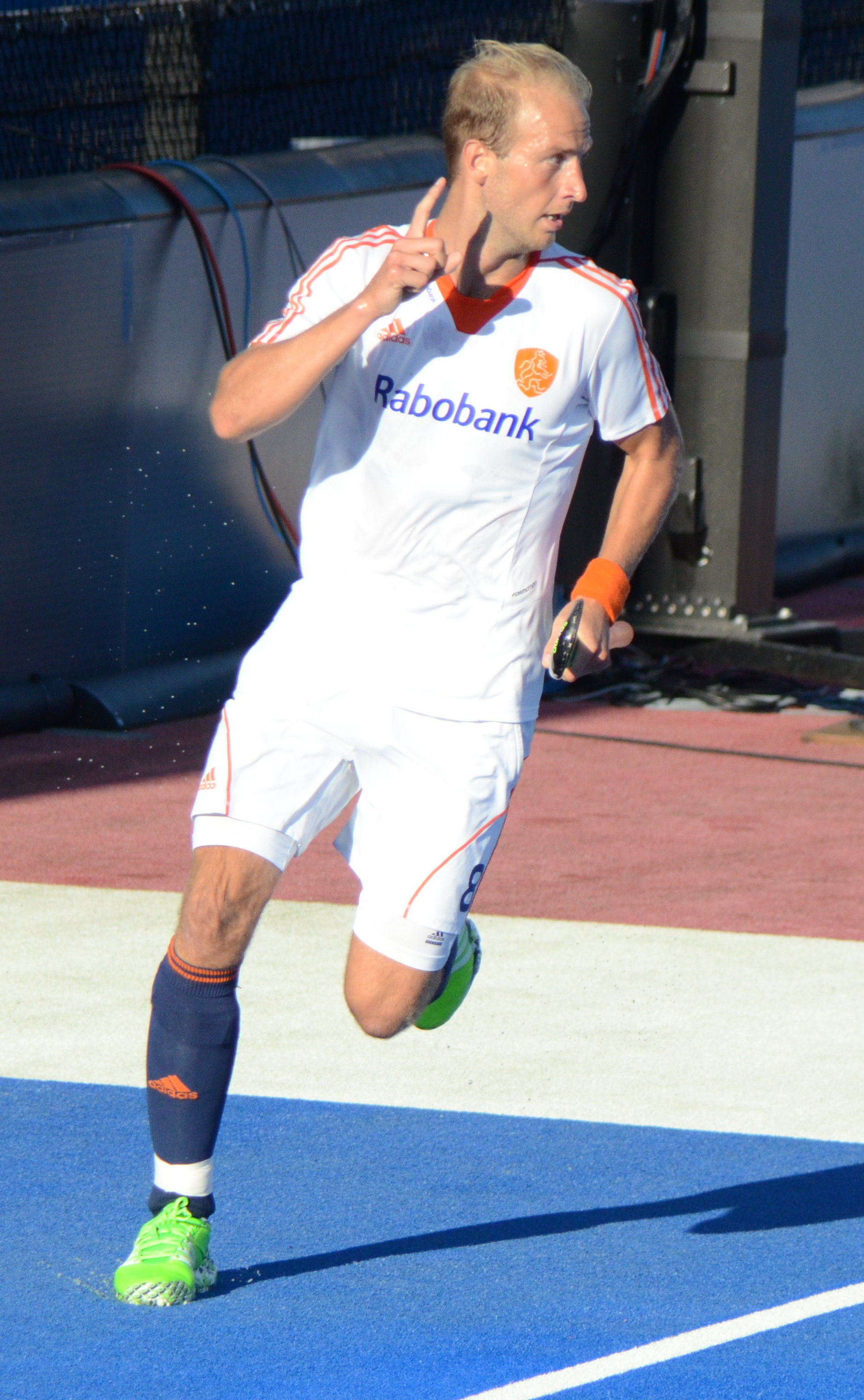
Billy Bakker bei der Europameisterschaft 2015

Billy Pierre Bakker (* 23. November 1988 in Amsterdam) ist ein niederländischer Hockeyspieler, der bei den Olympischen Spielen 2012 die Silbermedaille gewann. 2014 und 2018 war er mit der niederländischen Nationalmannschaft Weltmeisterschaftszweiter und 2010 Weltmeisterschaftsdritter. Bei Europameisterschaften gewann er dreimal Gold, einmal Silber und zweimal Bronze.

## Sportliche Karriere
Der 1,88 m große Billy Bakker spielte seit 2009 in der Nationalmannschaft. In 236 Länderspielen erzielte der Stürmer 65 Tore.
Bei der Weltmeisterschaft 2010 in Neu-Delhi belegten die Niederländer in der Vorrunde den zweiten Platz hinter der deutschen Mannschaft. Nach einer 1:2-Halbfinalniederlage gegen die Australier bezwangen die Niederländer im Kampf um Bronze die Engländer mit 4:3. Im Jahr darauf erreichten die Niederländer das Finale bei der Europameisterschaft 2011, unterlagen dann aber der deutschen Mannschaft mit 2:4. Bei den Olympischen Spielen 2012 in London gewannen die Niederländer ihre Vorrundengruppe vor der deutschen Mannschaft, die sie im Vorrundenspiel mit 3:1 bezwangen. Im Halbfinale besiegten sie die Briten mit 9:2. Im Finale trafen die Niederländer wieder auf die deutschen Herren und unterlagen diesmal mit 1:2. Billy Bakker erzielte im Turnierverlauf sechs Treffer, darunter drei im Halbfinale.
2013 bei der Europameisterschaft in Boom unterlagen die Niederländer im Halbfinale der deutschen Mannschaft, das Spiel um Bronze gewannen sie gegen die Engländer. 2014 waren die Niederlande Gastgeber der Weltmeisterschaft in Den Haag. Die Niederländer gewannen ihre Vorrundengruppe und bezwangen im Halbfinale die Engländer mit 1:0. Im Finale unterlagen sie den Australiern mit 1:6. 2015 bei der Europameisterschaft in London siegten die Niederländer im Finale mit 6:1 gegen die deutsche Mannschaft. 2016 bei den Olympischen Spielen in Rio de Janeiro belegten die Niederländer in der Vorrunde den zweiten Platz hinter der deutschen Mannschaft aber vor den Argentiniern. Im Viertelfinale bezwangen sie die australische Mannschaft mit 4:0, unterlagen dann aber im Halbfinale den Belgiern mit 1:3. Im Spiel um Bronze verloren die Niederländer gegen die Deutschen im Penalty-Schießen.
2017 waren die Niederlande in Amstelveen Gastgeber der Europameisterschaft. Nach dem ersten Platz in der Vorrunde und einem 3:1 über die englischen Herren im Halbfinale gewannen die Niederländer das Finale gegen die Belgier mit 4:2. Bei der Weltmeisterschaft 2018 in Bhubaneswar waren die Niederlande in der Vorrunde Zweite hinter den Deutschen. Mit Siegen über Kanada und Indien erreichten die Niederländer das Halbfinale, das sie im Penalty-Schießen gegen die australische Mannschaft gewannen. Im Finale trafen dann wie bei der Europameisterschaft 2017 die Niederlande und Belgien aufeinander, die Belgier gewannen das Spiel im Penalty-Schießen. Im Jahr darauf bei der Europameisterschaft in Antwerpen unterlagen die Niederländer im Halbfinale der spanischen Mannschaft mit 3:4. Das Spiel um den dritten Platz gewannen sie 4:0 gegen die deutsche Mannschaft. Zwei Jahre später bei der Europameisterschaft in Amstelveen gewannen die Niederländer ihre Vorrundengruppe vor den Deutschen, wobei das direkte Duell 2:2 endete. Im Finale trafen die beiden Mannschaften wieder aufeinander und noch einmal endete das Spiel mit 2:2, die Niederländer gewannen den Titel im Shootout. Bei den Olympischen Spielen in Tokio schied die niederländische Mannschaft im Viertelfinale nach Penaltyschießen gegen die Australier aus.
Auf Vereinsebene spielte Billy Bakker immer für den Amsterdamsche Hockey & Bandy Club, 2011 und 2012 gewann er mit dieser Mannschaft den niederländischen Meistertitel.